# Мегатравы субантарктических островов

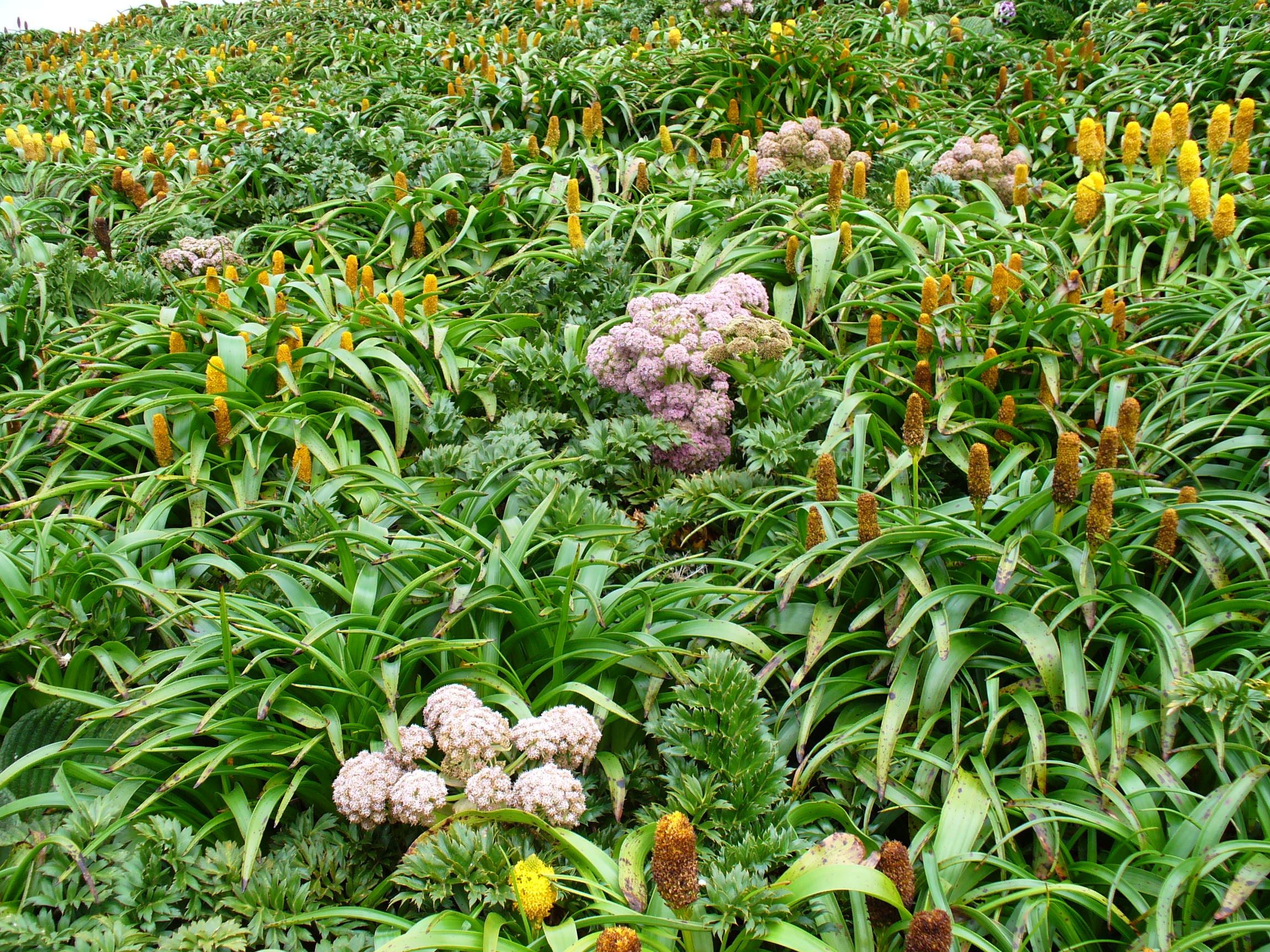
Равнина с мегатравами на острове Кэмпбелл.

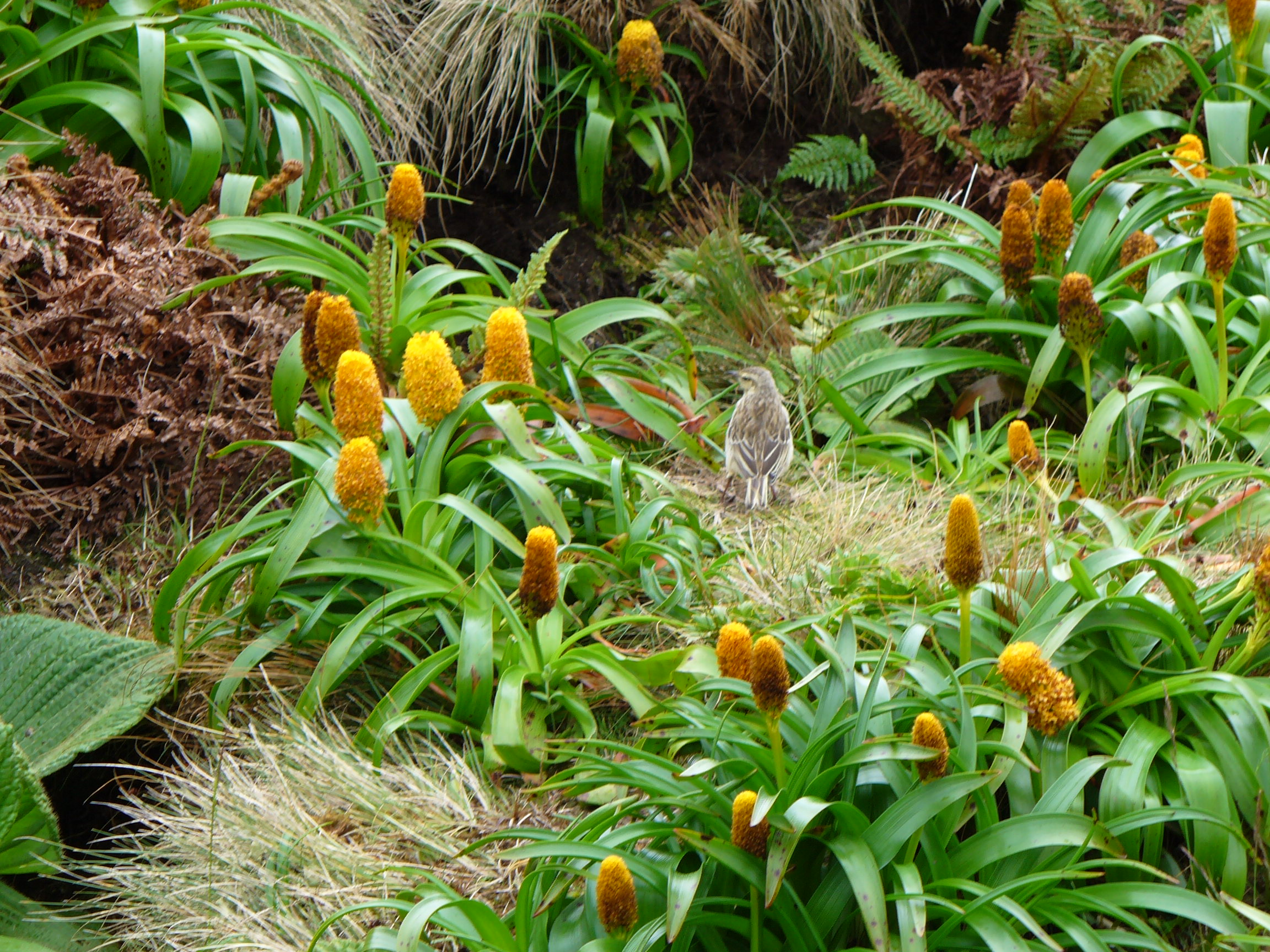
Bulbinella rossi (Россова лилия).

Мегатравы (англ. megaherbs) — собирательное название травянистых растений, произрастающих на Новозеландских субантарктических островах (Остров Кэмпбелла, остров Окленд), австралийском острове Маккуори и других островах субантарктической зоны. Эти растения, отлично приспособленные к экстремальному субантарктическому климату и кислой почве островов, отличаются большими листьями и характерными цветами. В местах их произрастания температура составляет от 0 до +15 °C, высокая влажность, сильные ветры, постоянная облачность. Мегатравы способны цвести ежегодно, но более характерны трёхлетние циклы развития.

## История
Впервые мегатравы были обнаружены участниками экспедиции в Антарктиду в 1839—1843 годах, когда по пути следования экспедиция остановились на субарктических островах. Капитан экспедиции Джеймс Кларк Росс назвал эти растения Megaherb. Ботаник Джозеф Гукер указал, что эти травы не обычные растения, их цветки похожи на цветки растений произрастающих в тропиках.
В XIX—XX веках привезённый европейцами скот систематически истреблял островные растения. От вымирания их спас лишь полный запрет на скотоводство; после вывоза животных с новозеландских островов (1987—1993) популяции мегатрав восстановились за несколько лет. На новозеландских островах их сбор запрещён; единственная законно собранная коллекция растёт в ботаническом саду Инверкаргилла. За пределами островов, в других климатических условиях, эти растения приживаются плохо.

## Состав
Мегатравы — не родственные растения, к мегатравам относят представителей различных семейств:
- Anisotome latifolia (остров Кэмпбелл) — семейство Зонтичные;
- Bulbinella rossii (Новозеландские субантарктические острова) — семейство Ксанторреевые;
- Damnamenia vernicosa (Новозеландские субантарктические острова) — семейство Астровые;
- Pringlea antiscorbutica — Кергеленская капуста (острова Кергелен, Крозе, Принс-Эдуард, Херд и Макдональд) — семейство Капустные[1];
- Три вида рода Pleurophyllum (Новозеландские субантарктические острова и остров Маккуори) — семейство Астровые[1];
- Stilbocarpa polaris (остров Маккуори) — семейство Аралиевые[1].

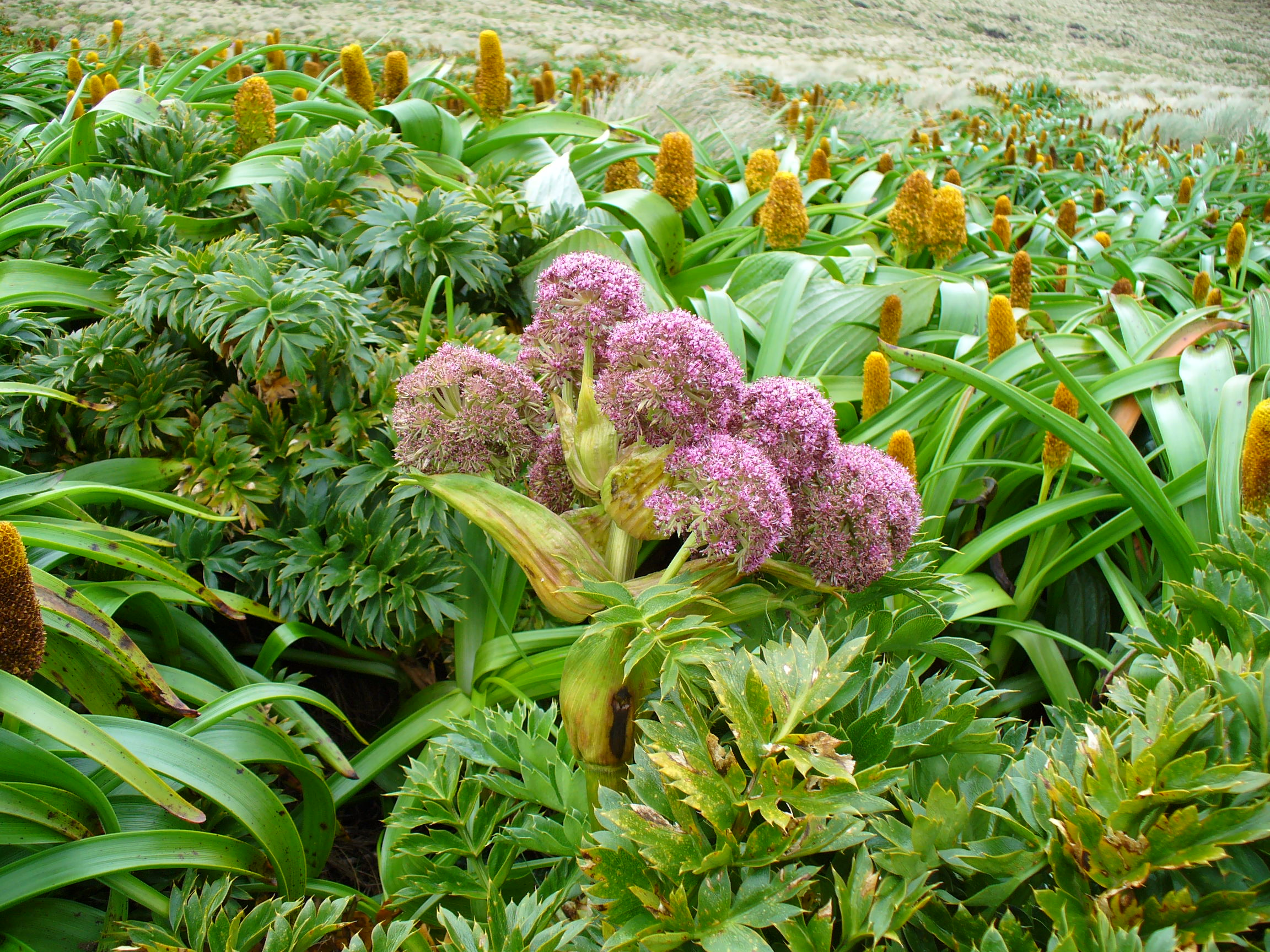
Розовые цветки Anisotome latifolia
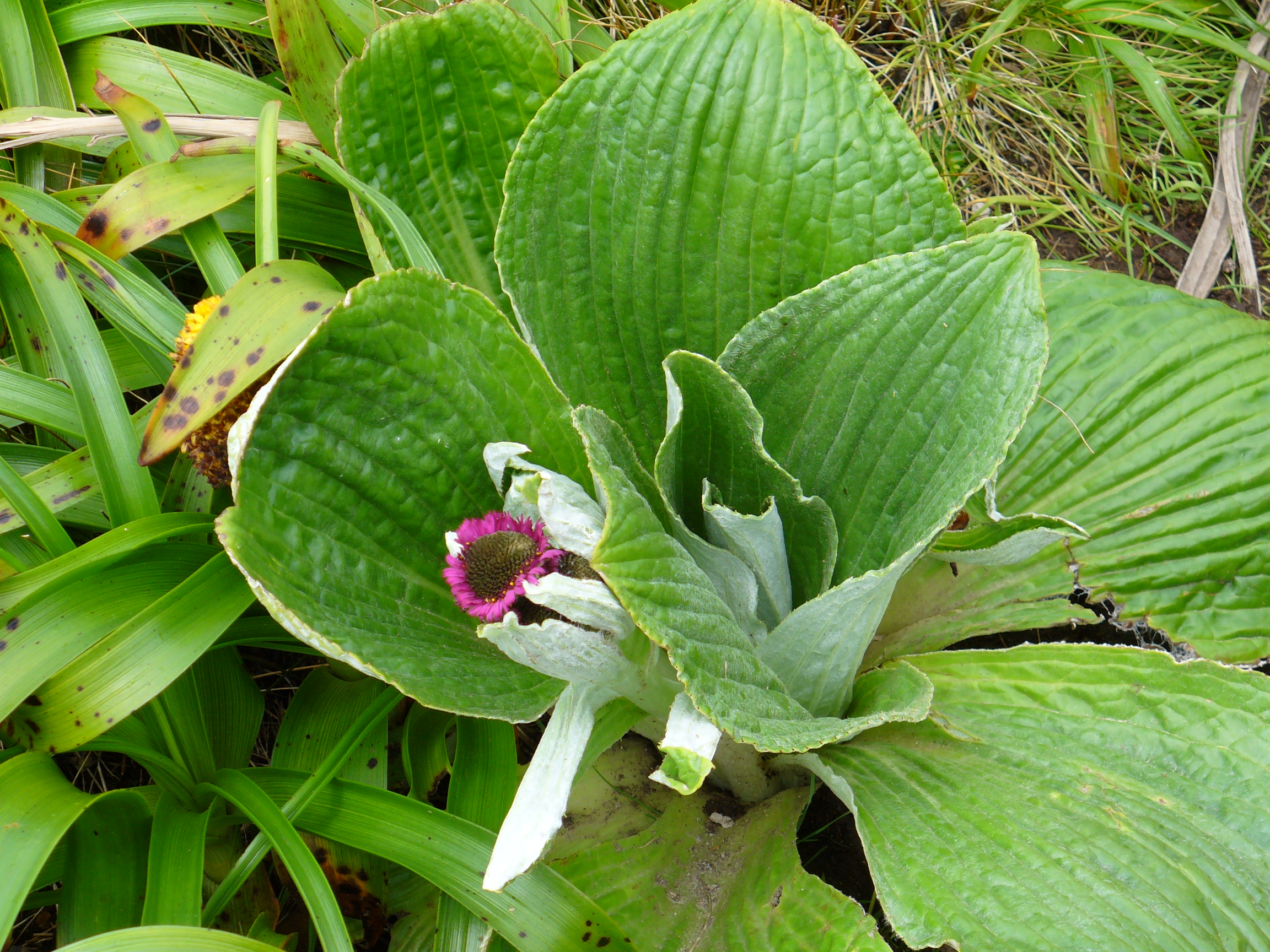
Гибрид Pleurophyllum speciosum и Pleurophyllum hookeri
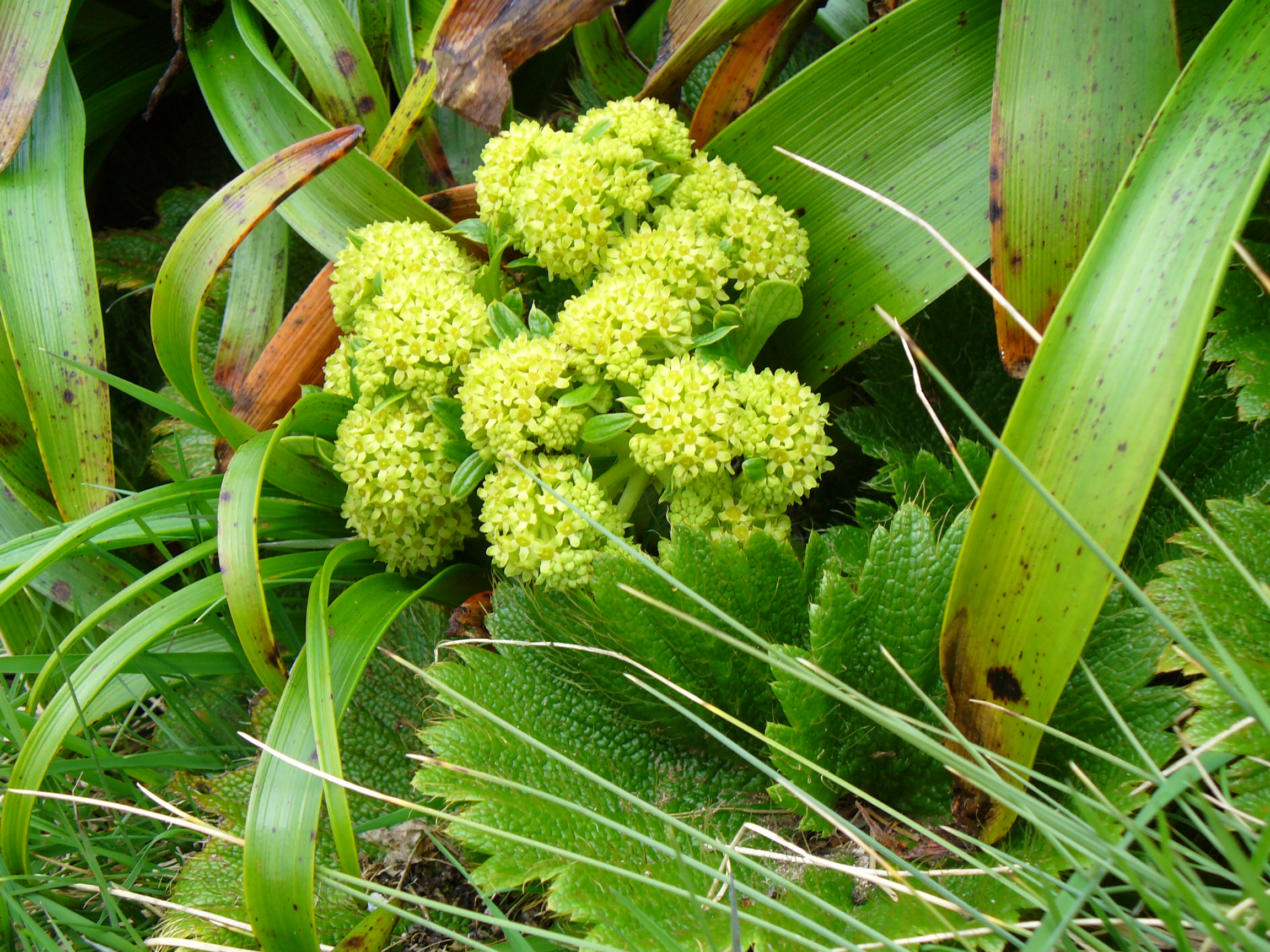
Цветки Stilbocarpa polaris
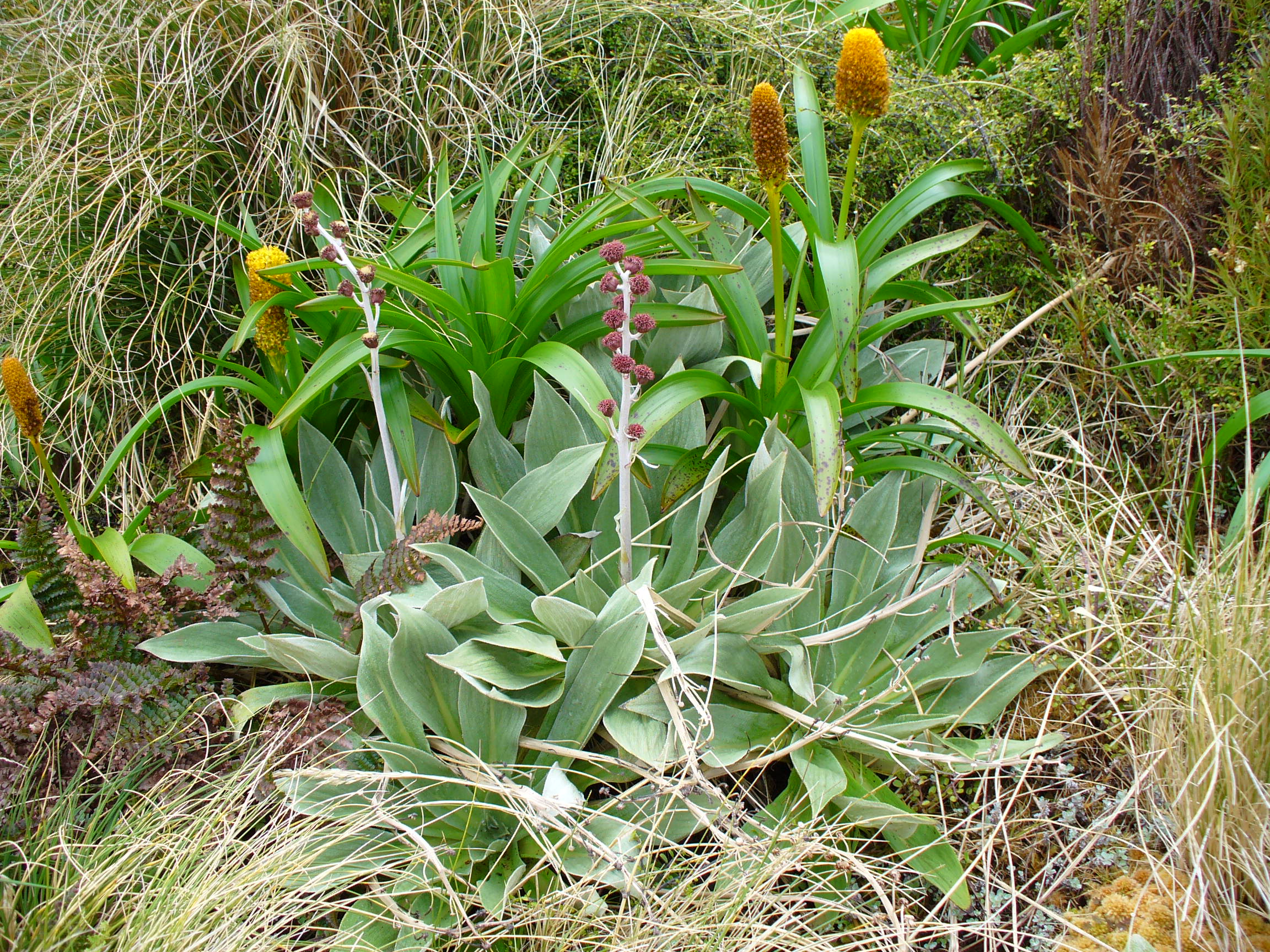
Впереди Pleurophyllum hookeri, сзади Bulbinella rossii
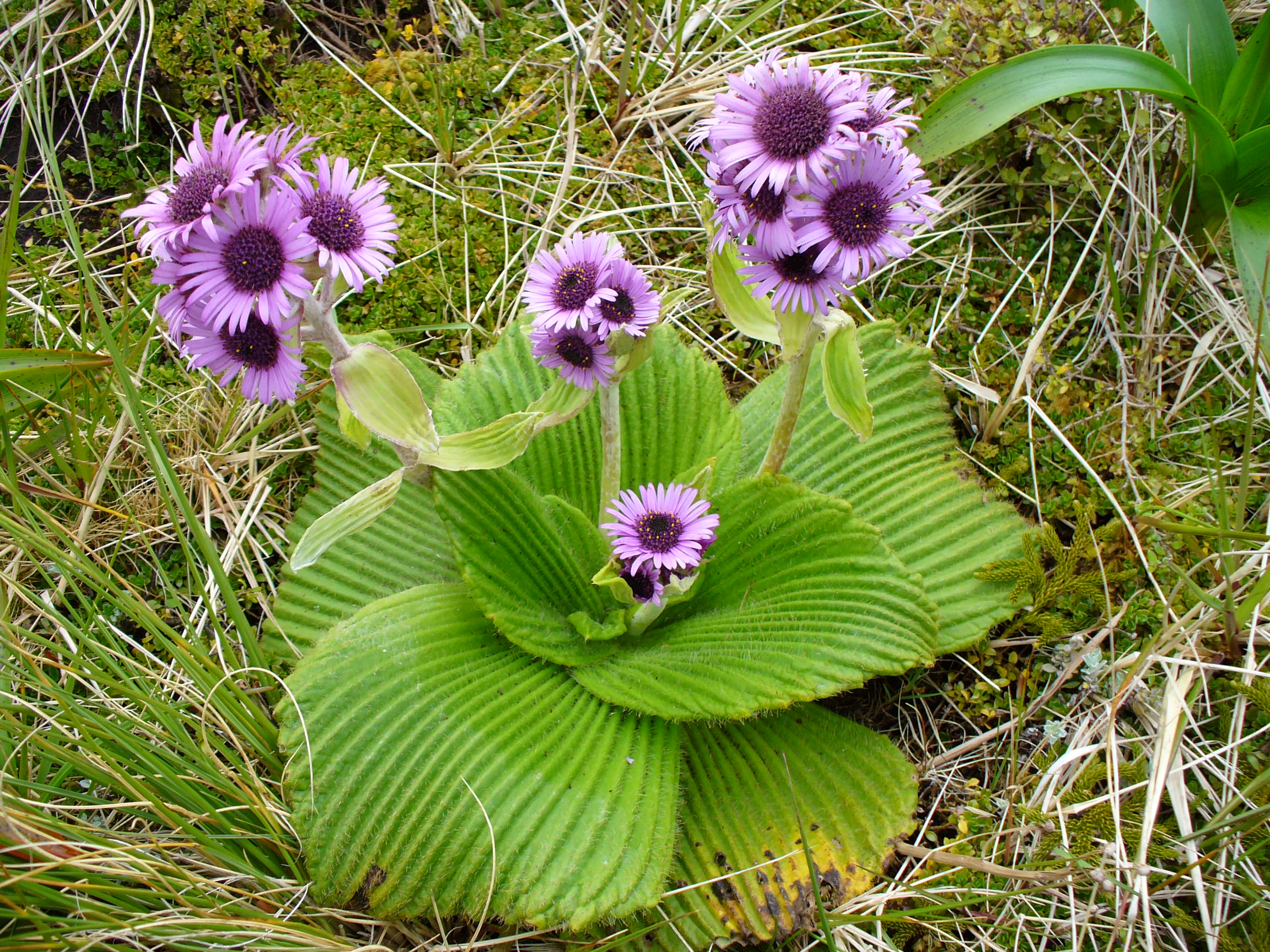
Pleurophyllum speciosum

Мегатравы сосуществуют с «обычными» многолетними травами Poa foliosa, Poa littorosa (остров Маккуори) и Poa flabellata (Южная Георгия). В островных условиях эти травы также достигают «гигантских» размеров, образуя подушки высотой до 2 м.

## Особенности морфологии
Мегатравы объединяют в себе свойства, которые в обычных, континентальных, растениях считаются взаимоисключающими: с одной стороны — широкие листья и мясистые корневища, в которых растения накапливают питательные вещества, а также относительно большие размеры семян, с другой — огромное количество этих семян и высокая плотность осеменения территории. Stilbocarpa polaris за 35 дней производит более 10 тысяч семян на квадратный метр территории, кергеленская капуста — 150 тысяч семян на квадратный метр за сезон. Всем субантарктическим растениям, не только мегатравам, характерно преобладание полового размножения над вегетативным, которое в местных условиях неперспективно.
Эти свойства, с одной стороны, идеально подходят местным плодородным почвам и климату с практически постоянными ветрами, постоянной облачностью и отсутствием прямой инсоляции. С другой стороны, такое их сочетание жизнеспособно только при отсутствии растительноядных животных. Например, на острове Маккуори завезённые европейцами крысы уничтожают до 80 % цветоносов Pleurophyllum hookeri, тем самым препятствуя естественному осеменению.